# Ahmed Adhoum
Ahmed Adhoum (arabe : أحمد عظوم), né le 12 juillet 1954 à Kairouan, est un magistrat et homme politique tunisien.
Il est ministre des Domaines de l'État du 7 mars au 24 décembre 2011 au sein du gouvernement de Béji Caïd Essebsi puis ministre des Affaires religieuses du 20 mars 2017 au 11 octobre 2021.

## Biographie

### Famille et études
Ahmed Adhoum obtient une maîtrise de droit, en 1977.

### Carrière professionnelle
Magistrat en 1978, il devient juge au tribunal cantonal de Kairouan en 1984. Il est ensuite président du tribunal de première instance, toujours à Kairouan, puis à celui de Mahdia, en 1989 et celui de Monastir en 1995. Il est ensuite président de la cour d'appel de Bizerte, puis premier président de la cour de Bizerte, en 2000.
En mars 2012, il est nommé médiateur administratif. Le 21 mars 2014, il est nommé président du Haut comité de contrôle administratif et financier.

### Carrière politique
À la suite de la révolution de 2011, il devient secrétaire d'État auprès du ministre des Finances Jalloul Ayed, chargé des Domaines de l'État au sein du gouvernement d'union nationale, puis, le 7 mars de la même année, ministre des Domaines de l'État dans le gouvernement de Béji Caïd Essebsi.
Le 25 février 2017, il est nommé ministre des Affaires religieuses dans le gouvernement de Youssef Chahed puis prête serment le 20 mars.

## Vie privée
Il est marié et père de trois enfants.